# Herbert Kuppisch
Herbert Kuppisch (ur. 10 grudnia 1909 w Hamburgu, zm. 27 sierpnia 1943 na Morzu Sargassowym) – niemiecki oficer marynarki w stopniu kapitana (Kapitänleutnant).

## Życiorys
Herbert Kuppisch rozpoczął karierę w marynarce w 1933, jako jeden z niewielu oficerów spędził całą swoją karierę w siłach U-bootów. Z powodzeniem dowodził U-58 i U-94, spędzając potem ponad rok w personelu w Dowództwie Taktycznym U-bootów (Operationsabteilung,BdU-Op). W grudniu 1942 przeniósł się na 6 miesięcy do Naczelnego Dowództwa Kriegsmarine (OKM), po czym powrócił do sprawowania patroli w lipcu 1943 obejmując dowództwo nad U-847 typu IXD-2, przedtem sprawował jeszcze dowództwo nad U-516, jednak nie wypłynął z nim na żaden patrol. Kuppisch wraz z całą załogą zginął na pierwszym patrolu który odbywał z U-847, który zatonął po ostrzale z samolotów z amerykańskiego lotniskowca eskortowego USS Card 27 sierpnia 1943.